# Medusaspröding
Medusaspröding (Psathyrella caput-medusae) är en svampart som först beskrevs av Elias Fries, och fick sitt nu gällande namn av Konrad & Maubl. 1949. Medusaspröding ingår i släktet Psathyrella och familjen Psathyrellaceae.  Arten är reproducerande i Sverige. Inga underarter finns listade i Catalogue of Life.